# Paul Martinez
Paul Frank Martinez (Leicester, 6 ottobre 1947 – Leicester, 11 febbraio 2024) è stato un musicista britannico noto principalmente per la sua permanenza nella band Paice Ashton Lord e Chicken Shack.

## Biografia
Ebbe una prolifica attività di turnista, collaborando con Robert Plant, Cat Stevens, Jackie Edwards, Dave Edmunds, George Harrison e Peter Gabriel.
Il 13 luglio 1985 fu parte integrante della reunion dei Led Zeppelin: quando Jimmy Page, Robert Plant e John Paul Jones si riunirono per il concerto Live Aid al JFK Stadium di Filadelfia, Martinez suonò il basso insieme ai batteristi Tony Thompson e Phil Collins.
Martinez fece anche parte dei Paice Ashton Lord, con i quali incise l'album Malice in Wonderland.
Suonò nelle band di Patty Pravo (con cui scrisse l'album Cerchi) e di Vasco Rossi nel tour di Liberi liberi.

## Discografia

### Solista
- 1986 - Porky's Revenge

### Con i Paice Ashton Lord
- 1977 - Malice in Wonderland

### Con i Renaissance
- 1978 - A Song for All Seasons

### Collaborazioni
- 1972 - Dakota Station - Madame Foo Foo
- 1974 - Stretch - Elastique
- 1976 - Patty Pravo - Tanto
- 1979 - Johnny Warman - Howar Glass
- 1981 - George Harrison - Somewhere in England
- 1982 - Patty Pravo - Cerchi
- 1982 - Robert Plant - Pictures at Eleven
- 1983 - Robert Plant - The Principle of Moments
- 1985 - Robert Plant - Shaken 'n' Stirred
- 1990 - Vasco Rossi - Fronte del palco
- 1991 - Tom Cochran - Tom Cochran and Red Rider
- 2003 - Robert Plant - Sixty Six to Timbuktu
- 2021 - Cat Stevens - Revolution